# Шмидт, Яков Иванович
Я́ков Ива́нович Шмидт (при рождении Исаак Якоб Шмидт, нем. Isaak Jakob Schmidt; 14 октября 1779, Амстердам, Нидерланды — 27 августа 1847, Санкт-Петербург, Россия) — русский и немецкий учёный-востоковед, переводчик, монголист и тибетолог, буддолог. Шмидт впервые ввел изучение монгольского языка и литературы в европейскую науку.

## Биография
Родился в Амстердаме, сын негоцианта; когда в 1795 году занятие Нидерландов французскими войсками разорило его отца, Шмидт отправился в чужие края и в 1798 году прибыл в Россию и поступил на службу в коммерческую контору. По делам ему пришлось побывать у кочующих калмыков, между Волгой и Доном. 3-х лет, проведенных среди калмыков, достаточно было Шмидту для того, чтобы изучить калмыцкий и монгольский языки и литературу, религиозные взгляды, нравы и обычаи, и таким образом запастись сведениями, которые он с того времени стал научно разрабатывать.
В начале 1811 года Шмидт поселился в Москве, но в следующем же году приближение французской армии принудило его выехать оттуда. При пожаре Москвы погибла его значительная коллекция рукописей и ксилографов.
По приезде в С.-Петербург он принял на себя, сверх своих торговых дел, должность казначея Библейского общества, которое поручило Шмидту перевести Новый Завет на монгольский и калмыцкий языки.
В 1819 году он окончательно оставил торговлю и посвятил себя ученым занятиям. Два перевода Нового Завета на монгольский и калмыцкий языки, появившиеся в 1827 году, и несколько работ по монгольской и тибетской истории и литературе, напечатанных под заглавием «Über die Verwandtschaft der gnostisch-theosophischen Lehren mit den Religions-Systemen des Orients, vorzüglich des Buddhaismus» (СПб., 1828) относятся к числу пионерских работ научной буддологии.
«Forschungen im Gebiet der ältesten religiösen, politischen und litterarischen Bildungsgeschichte der Völker Mittelasiens, vorzüglich der Mongolen und Tibeter» (СПб., 1829) и «Würdigung und Abfortigung der Klaprothschen sogen. Beleuchtung und Widerlegung seiner Forschungen im Gebiet der Geschichte der Völker Mittelasiens», доставили ему звание доктора Ростокского университета.
Его «История восточных монголов» (СПб., 1829) — перевод монгольской летописи Санан-Сэцэна (Саган-Сэцэна) 1662 г. — обратила на него внимание Петербургской Академии Наук, которая избрала его в адъюнкт-академики по части литературы и древностей Востока.
Кроме того, ему принадлежит первая «Монгольская грамматика» (1831 г., на русском и немецком языках); «Монгольско-немецко-русский лексикон» (1835); «Подвиги Гессер-Хана» (1836, с немецким переводом, издание важнейшего памятника письменного эпоса монгольских народов, в современной науке часто именуемого «Гесериада»); «Грамматика» (1839) и два «Лексикона тибетского языка» (1841), а затем издание тибетского сочинения «Улигерун-Далай» («Сутра о мудрости и глупости») с немецким переводом. Ему же принадлежит полный перевод Библии на монгольский язык, изданный Русским библейским обществом.

## Значение
Деятельность Шмидта не только заложила, но и во многом определила дальнейшее развитие научного монголоведения.
Характерная особенность монголоведения по объекту исследования — отсутствие границы между изучением «народов нашей родины» и «народов зарубежной Азии», когда калмыки и монголы являются объектом изучения одновременно, при этом тибетология и буддология выступают как обязательные дополнительные дисциплины.
Характерная особенность монголоведения по национальным школам — были заложены основания для развития в первую очередь российской и немецкой школ, первостепенная важность которых была очевидна до 1980 гг.

## Труды
- Evangelium St. Mathaei in linguam Calmucco-Mongolicam translatum ab Isaaco Jacobo Schmidt, cura et studio Societatis Biblicae Ruthenicae typis impressum, Petropoli 1815;
- Account of the manner in which the study of the Gospel was, by the power of God, made the means of awakening two Saisangs (Mongolian nobles or princes), of the Chorinian Buräts; extracted from a report sent by Brother Isaac Jacob Schmidt, of the Church of the United Brethren, and Treasurer to the Bible Society at Petersburg, to the Elders Conference of the Unity, in: Periodical accounts 6, 1817, 466—473
- Kurze Darstellung der christlichen Glaubenslehre, St. Petersburg 1817
- Christliche Tractätlein zur Bekehrung der Burjäten, in zwey Abtheilungen, St. Petersburg 1818
- Einwürfe gegen die Hypothesen des Herrn Hofr. Klaproth: Über Sprache und Schrift der Uiguren (siehe dessen Reise 2ter Band Seite 481 Halle und Berlin 1814). Von Jos. Jac. Schmidt in St. Petersburg, in: Fundgruben des Orients 6, 1818, 321—338
- Das Evangelium Matthaei in die Mongolische Sprache/ übers. von I. J. Schmidt, St. Petersburg, 1819
- Das Evangelium Johannis in die Mongolische Sprache/ übers. von I. J. Schmidt, St. Petersburg, 1819
- Die Apostelgeschichte in die Kalmükische Sprache/ übers. von I. J. Schmidt, 1820
- Das Evangelium Matthaei in die Kalmükische Sprache/ übers. von I. J. Schmidt, St. Petersburg, 1820
- Das Evangelium Johannis in die Kalmükische Sprache/ übers. von I. J. Schmidt, St. Petersburg, 1820
- Die Apostelgeschichte in die Mongolische Sprache/ übers. von I. J. Schmidt, 1820
- Die Evangelien Marci und Lucae in die Kalmükische Sprache/ übers. von I. J. Schmidt, 1821 (?);
- Die Evangelien Marci und Lucae in die Mongolische Sprache/ übers. von I. J. Schmidt], 1821;
- Extrait d’une lettre de M. Schmidt, datée de Saint-Pétersbourg, 13/25 octobre 1820, in: JA 1, 1822, 182—184
- Extrait d’une lettre de M. Schmidt, à M., sur quelques sujets relatifs à l’histoire et à la littérature mongoles, 10/ 22 octobre 1820, St.-Pétersbourg, Dec. 1822, in: JA 1, 1822, 320—334
- Alphabet et syllabaire devanagari, nommé Landsa, avec la transcription en tibétain et en Mongol, d’après un exemplaire imprimé de M. Is. Jac. Schmidt et exécuté lithographiquement par Jacques Rakhonin. St.-Pétersbourg 1822
- Extrait d’une lettre de M. Schmidt, de St. Pétersbourg, addressée à M. Klaproth, en réponse à l’Examen des extraits d’une Histoire des khans Mongols, Paris 1823 (auch in JA 3, 1823, 107—113).
- Forschungen im Gebiete der älteren religiösen, politischen und literärischen Bildungsgeschichte der Völker Mittel-Asiens, vorzüglich der Mongolen und Tibeter, St. Petersburg, Leipzig 1824
- Philologisch-kritische Zugabe zu den von Herrn Abel-Rémusat bekannt gemachten, in den Königlich-Französischen Archiven befindlichen zwei mongolischen Original-Briefen der Könige von Persien Argun und Öldshaitu an Philipp den Schönen, St. Petersburg 1824
- I. J. Schmidt’s Würdigung und Abfertigung der Klaprothschen sogenannten Beleuchtung und Widerlegung seiner Forschungen im Gebiete der Geschichte der Völker Mittel-Asiens, Leipzig 1826
- Neues Testament in Kalmükischer Sprache, 1827 (?).
- Neues Testament in Mongolischer Sprache, 1827 (?).
- Über die Verwandtschaft der gnostisch-theosophischen Lehren mit den Religions-Systemen des Orients, vorzüglich des Buddhaismus, Leipzig 1828
- Über das Wort Bedola (oder Bedolach). Gen. II: 11-12 und Num. XI, 7, in: Leipziger Literatur-Zeitung, 1828, 924 f.
- Geschichte der Ost-Mongolen und ihres Fürstenhauses, verfasst von Ssanang Ssetsen Chungtaidschi der Ordus; aus dem Mongolischen übersetzt und mit dem Originaltexte, nebst Anmerkungen, Erläuterungen und Citaten aus andern unedirten Originalwerken herausgegeben, St. Petersburg, Leipzig 1829
- Über den Nutzen des Studiums der ostasiatischen Sprachen überhaupt und in besonderer Beziehung auf Rußland, in: St. Petersburgische Zeitung, 1829, Nr. 17, 93-94
- Anzeige einer von der Regierung neu-erworbenen Sammlung orientalischer Werke, in: St. Petersburgische Zeitung, 1830, 88-90
- Grammatik der Mongolischen Sprache, St. Petersburg, 1831
- История Тибета и Кукунора (Кĕкенора или Тангутской области), с древнейших времен до XIII столетия по Р. Х. — Перевод с китайского монаха Иакинфа Бичурина. Из донесения Г-на Адюнкта Шмита, читанного в заседании 3 Фев. 1830 г., в: Чтения императорской Академии наук. Отделения наук истор., филол., кн. 1, 1831, 33-39;
- О некоторых основных положениях буддизма. Читано Г-ном Шмитом в заседание 9-го Декабря 1829 года, в: Чтения императорской Академии наук. Отделения наук истор., филол., кн. 1, 1831, 40-51
- Руководство для изучения Монгольского языка, составленное Г-ном Шмитом. Извлечено из донесения Г-на Шмита, читанного 17 марта 1830 г., в: Чтения императорской Академии наук. Отделения наук истор., филол., кн. 1, 1831, 94-99
- О происхождении тибетских письмен. Читано Г. Шмитом 15-го Мая 1829 года, в: Чтения императорской Академии наук. Отделения наук истор., филол., кн. 1, 1831, 100—103
- Грамматика Монгольского языка, СПб, 1832
- Notice sur une médaille mongole de Ghazan khan, traduit de l’allemand par M. Jacquet, in: Nouveau Journal asiatique 8, 1831, 344—348
- Über den Ursprung der tibetischen Schrift, in: Mémoires de l’Academie impériale des sciences de St. Pétersbourg VI, 1, 1832, 41-54
- Über einige Grundlehren des Buddhaismus, in: Mémoires de l’Académie impériale des sciences de St. Pétersbourg, VI, 1, 1832, 89-120 u. 221—262
- Anfang der Sanskrit-Studien in Rußland, in: St. Petersburgische Zeitung, 1833, 209, 819—820
- Über die sogenannte dritte Welt der Buddhaisten, in: Mémoires de l’Académie impériale des sciences de St. Pétersbourg, VI, 2, 1834, 1-39
- Über die tausend Buddhas einer Weltperiode der Einwohnung oder gleichmäßiger Dauer, in: Mémoires de l’Académie impériale des sciences de St. Pétersbourg, VI, 2, 1834, 41-86
- Die Volksstämme der Mongolen: als Beitrag zur Geschichte dieses Volkes und seines Fürstenhauses [I], in: Mémoires de l’Académie impériale des sciences de St. Pétersbourg, VI, 2, 1834, 409—477
- Bericht über eine Inschrift der ältesten Zeit der Mongolen-Herrschaft, in: Mémoires de l’Académie impériale des sciences de St. Pétersbourg, VI, 2, 1834, 243—256
- Ursprung des Namens Mandschu, in: St. Petersburgische Zeitung, 1834, Nr. 253, 1006
- Mongolisch-Deutsch-Russisches Wörterbuch: nebst einem deutschen und einem russischen Wortregister = Монгольско-немецко-российский словарь: с присовокуплением немецкаго и русскаго алфавитных списков. СПб, 1835
- Über die Naturansicht der alten Völker, in: St. Petersburgische Zeitung, 1835, 5, 20-22;
- Mitarbeit am Enciklopediceskij Leksikon, Sanktpeterburg 1835—1836
- Studium des Sanskrit in Russland, in: St. Petersburgische Zeitung, 1836, 65, 278;
- Über den Lamaismus und die Bedeutungslosigkeit dieser Benennung, in: Bulletin scientifique publié par l’Académie impériale des sciences de Saint-Pétersbourg 1, 1836, 11-14;
- Über die Begründung des tibetischen Sprachstudiums in Rußland und die Herausgabe der dazu nöthigen Hülfswerke, in: Bulletin scientifique publié par l’Académie impériale des sciences de Saint-Pétersbourg 1, 1836, 28-31;
- Über das Mahâjâna und Pradschnâ-Pâramita der Bauddhen, in: Mémoires de l’Académie impériale des sciences de St. Pétersbourg, VI, 4, 1836, 145—149;
- Die Thaten des Vertilgers der zehn Übel in den zehn Gegenden, des verdienstvollen Helden Bogda Gesser Chan: eine mongolische Heldensage: nach einem in Peking gedruckten Exemplare / Podvigi ispolnennago zaslug geroja Bogdy Gesser Chana, St. Petersburg 1836
- Die Thaten Bogda Gesser Chan’s, des Vertilgers der Wurzel der zehn Übel in den zehn Gegenden: eine ostasiatische Heldensage, St. Petersburg, Leipzig 1839.
- Über die Heroen des vorgeschichtlichen Alterthums, in: Bulletin scientifique publié par l’Académie impériale des sciences de Saint-Pétersbourg 2, 1837, 52-60;
- Note sur quelques monnaies géorgiennes du Musée asiatique et sur une inscription tibétaine d’Edchmiadzin, par M. Brosset (lu le 25 août 1837), in: Bulletin scientifique publié par l’Académie impériale des sciences de Saint-Pétersbourg 2, 1837, 381—384;
- Ueber einige Eigenthümlichkeiten der Tibetischen Sprache u. Schrift, in: Bulletin scientifique publié par l’Académie impériale des sciences de Saint-Pétersbourg 3, 1838, 225—231;
- Grammatik der Tibetischen Sprache, St. Petersburg, 1839;
- Грамматика тибетсково языка, сочиненная Я. Шмидтом, СПб, 1839
- Beleuchtung einer neuen Übersetzung der Mongolischen Inschrift auf dem bekannten Denkmale Tschings Chan’s, in: St. Petersburgische Zeitung, 1839, 214, 1019—1020;
- О новом переводе монгольской надписи на известном памятнике Чингис-Хана, в: Санктпетербургския Ведомости, 1839, 224, 1013—1014
- Процесс о Монгольской надписи на памятнике Чингис-Хана: О новом переводе монгольской надписи на известном памятнике Чингис-Хана, в: Отечественные записки, 7, 1839, 27-33;
- Bericht über eine deutsche Übersetzung der mongolischen Helden-Sage «Die Thaten Gesser Chan’s», in: Bulletin scientifique publié par l’Académie impériale des sciences de Saint-Pétersbourg 6, 1840, 26-30
- Kritischer Versuch zur Feststellung der Ära und der ersten geschichtlichen Momente des Buddhaismus, in: Bulletin scientifique publié par l’Académie impériale des sciences de Saint-Pétersbourg 6, 1840, 353—368
- Geschichte der Goldenen Horde in Kiptschak, das ist: der Mongolen in Rußland, Pesth 1840, 602—642;
- Tibetisch-deutsches Wörterbuch: Nebst deutschem Wortregister, St. Petersburg, Leipzig 1841;
- Neue Erläuterungen über den Ursprung des Namens Mandschu, in: Bulletin scientifique publié par l’Académie impériale des sciences de Saint-Pétersbourg 8, 1841, 376—383
- Sur un ouvrage tibétain, traduit en allemand par M. Schmidt (lu le 17 décembre 1841), in: Bulletin scientifique publié par l’Académie impériale des sciences de Saint-Pétersbourg 10, 1842, 46-48;
- Тибетско-русский словарь, СПб, 1843
- Dsanglun oder der Weise und der Thor; Aus dem Tibetanischen übersetzt und mit dem Originaltexte herausgegeben. Th. 1: Der Tibetanische Text nebst der Vorrede; Th. 2: Die Übersetzung, St. Petersburg, Leipzig 1843
- Neueste Bereicherung der tibetisch-mongolischen Abtheilung des Asiatischen Museums der Kaiserlichen Akademie der Wissenschaften, in: Bulletin scientifique publié par l’Académie impériale des sciences de Saint-Pétersbourg 1, 1844, 46-48
- Index des Kandjur, St. Petersburg, 1845.
- Монгольская квадратная надпись из времен монгольского владычества, в: Санктпетербургские ведомости, 1846, 249, 1095—1096.
- Монгольская квадратная надпись из времен монгольского владычества, в: Библиотека для чтения 79, 1846, III, 1-5.
- Разбор сочинения г. профессора Ковалевскаго под заглавием: Монгольско-русско-французский словарь, составленный г. академиком Шмидтом, в: XV присуждение награды Демидова, 1846, 77-83
- Verzeichniss der tibetischen Handschriften und Holzdrucke im Asiatischen Museum der kaiserlichen Akademie der Wissenschaften, in: Bulletin de la classe des sciences histor. 4, 1848, 81-125.
- Ueber eine Mongolische Quadratinschrift aus der Regierungszeit der Mongolischen Dynastie Juan in China, in: Bulletin de la classe des sciences histor. 4, 1848, 129—141.